# Murra min nar
Murra min nar ( anche Imra'ah Menn Nar) è un film del 1950 diretto da Gianni Vernuccio con un giovane Yusuf Shahin all'aiuto regia ed interpretato da Camelia e Rushdy Abaza, qui in una delle sue prime interpretazioni cinematografiche.
Il film è conosciuto sul mercato internazionale con il titolo inglese A Woman of Fire.

## Trama
Una donna straniera sposa un uomo egiziano il cui datore di lavoro la corteggia, questa racconta al marito delle avances dell'uomo chiedendoli di ucciderlo. Il capo riesce a scampare all'attentato ma il marito di lei muore sotto le ruote del tram che avrebbero dovuto uccidere il rivale. Nel frattempo la donna scappa via con un nuovo fidanzato, e lascia il proprio figlio da un'amica.